# Пермутационно просто число
Пермутационното просто число, известно също и като анаграмно просто число, е просто число, отделните цифри на което, в дадената бройна система, може да бъдат разместени във всякакви пермутации, като то си остава просто число. Ханс-Егон Ричерт, за който се предполага, че е първият изучавал тези прости числа, ги нарича пермутационни прости числа, но по-късно те са наречени също така абсолютни прости числа.
В десетичната система, всички пермутационни прости числа с по-малко от 49 081 знака са известни:
2, 3, 5, 7, 11, 13, 17, 31, 37, 71, 73, 79, 97, 113, 131, 199, 311, 337, 373, 733, 919, 991, R19 (1111111111111111111), R23, R317, R1031, ... (последователност A003459 в OEIS)
От представените по-горе има 16 уникални пермутации, с най-малките елементи:
2, 3, 5, 7, R2, 13, 17, 37, 79, 113, 199, 337, R19, R23, R317, R1031, ... (последователност A003459 в OEIS)
Забележка: Rn = {\displaystyle {\tfrac {10^{n}-1}{9}}} е репюнит, число, състоящо се само от n единици (в десетична бройна система). Всяко репюнит просто число е пермутационно просто число с посочените по-горе определения, но някои дефиниции изискват поне две различни цифри.
Всички пермутационни прости числа от две и повече цифри са съставени от цифрите 1, 3, 7, 9, защото никое четно число не е просто, с изключение на 2, и никое просто число, с изключение на 5, не се дели на 5. Доказано е, че не съществува пермутационно просто число, съчетаващо три различни от четирите цифри 1, 3, 7, 9, както и че не съществуват пермутационни прости числа, състоящи се от две или повече повтарящи се цифри от 1, 3, 7, 9 (т.е. възможно е повторение само на една цифра).
Няма n-цифрено пермутационно просто число при 3 < n < 6·10175, което не е репюнит. Предполага се, че няма не-репюнит пермутационни прости числа, освен изброените по-горе.
В двоична бройна система, само репюнити могат да бъдат пермутационни прости числа, защото всяка една 0 при пермутация ще доведе до четно число. По тази причина, в двоичната система простите числа са мерсенови. Може спокойно да бъде генерализирано, че за всяка бройна система, пермутационните прости числа с повече от една цифра може да имат само цифри, които са взаимно прости с основата на бройната система. Едноцифровите прости числа, т.е. всички прости числа по-малки от основата са винаги тривиално пермутационни.
В дванайсетичната бройна система, най-малките елементи с уникална пермутация от пермутационните прости числа с по-малко от 9739 знака са известни: (ползват се обърнати двойка и тройка за десет и единадесет съответно)
2, 3, 5, 7, Ɛ, R2, 15, 57, 5Ɛ, R3, 117, 11Ɛ, 555Ɛ, R5, R17, R81, R91, R225, R255, R4ᘔ5, ...
Няма n-цифрено пермутационно просто число в системата при 4 < n < 12144, което не е репюнит. Има предположение, че няма не-репюнит пермутационни прости числа различни от тези, изброени по-горе.